# 박지현 (정당인)
박지현(朴志玹, 1996년 3월 29일~)은 대한민국의 기업인 출신의 사회활동가로, 더불어민주당 평당원이다. 본관은 밀양이며, 강원 원주 출신이다.

## 생애
2019년 7월 추적단 불꽃이라는 여성주의 언론 단체를 만들어 N번방 사건을 공론화하였다. 2022년 3월 13일 더불어민주당 공동비상대책위원장에 임명되었다. 2022년 6월 1일 치루어진 제8회 전국동시지방선거를 앞두고 민주당 쇄신안을 제안했으나, '586 용퇴론'을 둘러싸고 비공개 회의에서 고성이 오가는 등 비대위 내에서 이견이 일었다. 선거를 1주일 앞둔 상황에서 쇄신안으로 불거진 갈등이 지속됐고, 28일 밤 긴급 비대위를 열어 '5대 쇄신과제'에 합의하며 내분을 수습했다.
2022년 6월 1일 제8회 전국동시지방선거에서 참패하여 다음날 새벽 지도부 총사퇴를 결정해 사퇴했다. 이후 박지현은 민주당 강성 지지자들로부터 당내 분열을 일으켜 지방선거 패배를 자초했다는 비난을 받았다. 선거 이후엔 사실상 자신을 발탁한 이재명 전 경기지사와도 각을 세우는 모습을 보였다. 박지현은 선거 패배 책임을 부정하며 당대표 선거 출마 의지를 피력했으나, 더불어민주당으로부터 전당대회 출마 자격을 인정받지 못해 당권 도전이 좌절되었고, 이에 대한 논란이 있었다.

## 학력
- 치악고등학교 졸업
- 한림대학교 언론방송융합미디어 학사

## 경력
- 추적단 불꽃 활동가
- 2022년: 더불어민주당 중앙선대위 전국여성위원회 부위원장
- 2022년: 더불어민주당 중앙선대위 디지털성범죄근절특별위원회 위원장
- 2022년 3월~2022년 6월: 더불어민주당 비상대책위원장
- 2022년 3월~2022년 6월 민주정책연구원 공동 이사장

## 수상
- 2019년 9월 제1회 뉴스통신진흥회 탐사심층르포 공모전 우수상
- 2019년 11월 강원지방경찰청 감사장
- 2020년 3월 제355회 한국기자협회 이달의 기자상 특별상
- 2020년 4월 제22회 국제엠네스티 언론상 특별상
- 2020년 6월 제3회 민주화운동기념사업회 6월 민주상 특별상
- 2020년 6월 한국방송학회 봄철 정기학술대회 특별상
- 2020년 9월 여성가족부 장관 표창
- 2020년 9월 서울국제여성영화제 올해의 보이스 수상
- 2022년 BBC 올해의 여성 100인 (BBC 100 Women)
- 2022년 블룸버그 올해의 인물 50인

## 저서
- 《우리가 우리를 우리라고 부를 때》 (2020년 - 공저)
- 《이상한 나라의 박지현》(2022년)

## 같이 보기
- 대한민국의 여성주의
- 이준석